# دادستان نظامی دوبرمن
دادستان نظامی دوبرمن (انگلیسی: Military Prosecutor Doberman; کره‌ای: 군검사 도베르만) یک مجموعهٔ تلویزیونی کره جنوبی با بازی آن بو-هیون، و جو بو-آه است. این مجموعه از ۲۸ فوریه تا ۲۶ آوریل ۲۰۲۲، دوشنبه و سه‌شنبه‌ها ساعت ۲۱:۰۰ (کی‌اس‌تی) از تی‌وی‌ان برای ۱۶ قسمت پخش شد.

## خلاصهٔ داستان
دادستان نظامی دوبرمن داستان دو بر من (آن بو-هیون)، کسی که به خاطر پول و شهرت تبدیل به دادستان نظامی شد و با اینحال منتظر روز بازنشستگی خود است و چا وو-این (جو بو-آه)، کسی که در یک خانوادهٔ ثروتمند به دنیا آمد و برای انتقام وارد این شغل شد را روایت می‌کند.

## بازیگران

### اصلی
- آن بو-هیون در نقش دو به مان[۶]
- جو بو-آه در نقش چا وو این[۶]

### مکمل
- اوه یون سو در نقش نو هوا یونگ[۶]
- کیم یونگ مین در نقش یونگ مون گو[۶]
- کیم وو سوک در نقش نو ته نام[۶]
- کانگ یونگ سوک در نقش کانگ ها جون[۷]
- جو هه وون در نقش یانگ جونگ سوک[۸]
- پارک سانگ نام در نقش آلن[۹]
- لی ته هیونگ در نقش یوم سانگ سوپ[۱۰]
- نام کیونگ اوپ در نقش لی جه شیک[۱۱]
- گو گون هان در نقش یون سانگ گی[۱۲]

## تولید
در ۲۵ ژانویه ۲۰۲۲، تصاویر اولین جلسهٔ فیلم‌نامه خوانی منتشر شد.